# Витрувиански човек
„Витрувиански човек“ е известна скица, придружена с бележки от Леонардо да Винчи, нарисувана около 1490 г. в един от неговите дневници. Картината изобразява гола мъжка фигура в две насложени едно върху друго положения с разперени ръце и крака, едновременно вписани в кръг и квадрат. Картината и текстът често са наричани Закон за пропорциите (Canon of Proportions) и по-рядко Човешки пропорции. Картината е изложена в Gallerie dell' Accademia във Венеция, Италия.
Картината представлява перфектен пример за интереса на Леонардо към пропорциите. Като допълнение, картината дава основата на опитите на Леонардо да обвърже човека с природата.
Според бележките на Леонардо в придружаващия текст, написан огледално, картината е нарисувана като опит за изучаване на пропорциите на (мъжкото) човешко тяло, както са описани от древноримския архитект Витрувий, който пише:
- четири пръста са равни на една длан
- четири длани са равни на една стъпка
- шест длани правят един лакът
- четири лакътя са един човешки ръст
- широчината на разперените ръце е равна на височината на човек
- разстоянието от корените на косата до долния край на брадичката е равно на една десета от ръста
- разстоянието от долния край на брадичката до темето е равно на една осма от ръста
- максималната широчина на раменете е равна на една четвърт от ръста
- разстоянието от лакътя до края на дланта е равно на една пета от човешкия ръст
- разстоянието от лакътя до ъгъла на подмишницата е една осма от ръста
- дължината на дланта е една десета от ръста
- разстоянието от долния край на брадичката до носа е една трета от дължината на лицето
- разстоянието от корените на косата до веждите е една трета от дължината на лицето
- дължината на ухото е равна на една трета от лицето

Въпреки написаното, Леонардо не приема сляпо твърденията на Витрувий, а верен на кредото си, разчита на своя опит и експерименти. По-малко от половината от общо двайсет и двете измервания, които той цитира, съвпадат с дадените от Витрувий. Останалите отразяват изследвания в областта на човешката анатомия и пропорции, които Леонардо е започнал да записва в дневниците си. Витрувий например пише, че височината на човека е шест пъти дължината на стъпалото, а Леонардо записва, че е седем пъти.  
Пъпът е естествено разположен в центъра на човешкото тяло и ако човек лежи по гръб с разперени ръце и крака, от неговия пъп, като център, може да се опише окръжност, която ще докосва върховете на пръстите на ръцете и краката. Човешкото тяло може да се впише не само в кръг, но и в квадрат.
Разбира се няма такова нещо като универсални пропорции на човешкото тяло. Антропометрията е създадена, за да описва индивидуалните изменения. Написаното от Витрувий може да се разглежда като описание на оптималните пропорции или като описание на идеалната човешка форма. Витрувий е срещнал някои затруднения да даде точно математическо определение на това какво иска да каже, че пъпът е център на тялото, но други определения водят до различни резултати; например центърът на тежестта на човешкото тяло зависи от положението на крайниците и в изправено положение е обикновено на около 10 см под пъпа, близо до края на бедрената кост.
Важно е да се отбележи, че скицата на Леонардо комбинира внимателно прочетения древен текст и собствените наблюдения на художника за човешкото тяло. При рисуването на окръжността и квадрата, той правилно е забелязал, че квадратът не може да има същия център, както и кръгът – пъпът, неговият център е малко по-надолу. Това уточнение е иновативната част на картината на Леонардо, която я различава от по-ранните илюстрации. Леонардо рисува ръцете, вдигнати в положение, в което върховете на пръстите са на нивото на главата, вместо по-големият ъгъл, описан от Витрувий, чрез който ръцете образуват линии, минаващи през пъпа.
При изследване на скицата може да се види, че комбинацията от положенията на ръцете и краката създават 16 различни пози. Положението, в което ръцете са разперени, а краката са събрани може да се впише в квадрата. Положението, в което ръцете и краката са разперени, може да се впише в кръга.
Витрувианския човек остава една от най-цитираните и репродуцирани картини днес. Пропорциите на човешкото тяло, както ги е предложил Витрувий, вдъхновяват много художници да представят своя версия на Витрувианския човек.